# Dur-mati-Aszur
Dur-mati-Aszur (akad. Dūr-māti-Aššur, w transliteracji z pisma klinowego zapisywane mBÀD-KUR-da-šur; tłum. „Murem ochronnym kraju jest Aszur”) – wysoki dostojnik (funkcja nieznana) za rządów asyryjskiego króla Adad-nirari II (911-891 p.n.e.), wzmiankowany w jednej z inskrypcji królewskich tego władcy. Zgodnie z asyryjskimi listami kronikami eponimów pełnił on w 901 r. p.n.e. urząd limmu (eponima). Za jego eponimatu Adad-nirari II poprowadzić miał pierwszą wyprawę wojenną do kraju Hanigalbat.